# Tireuse à bière
Pour les articles homonymes, voir tireuse.

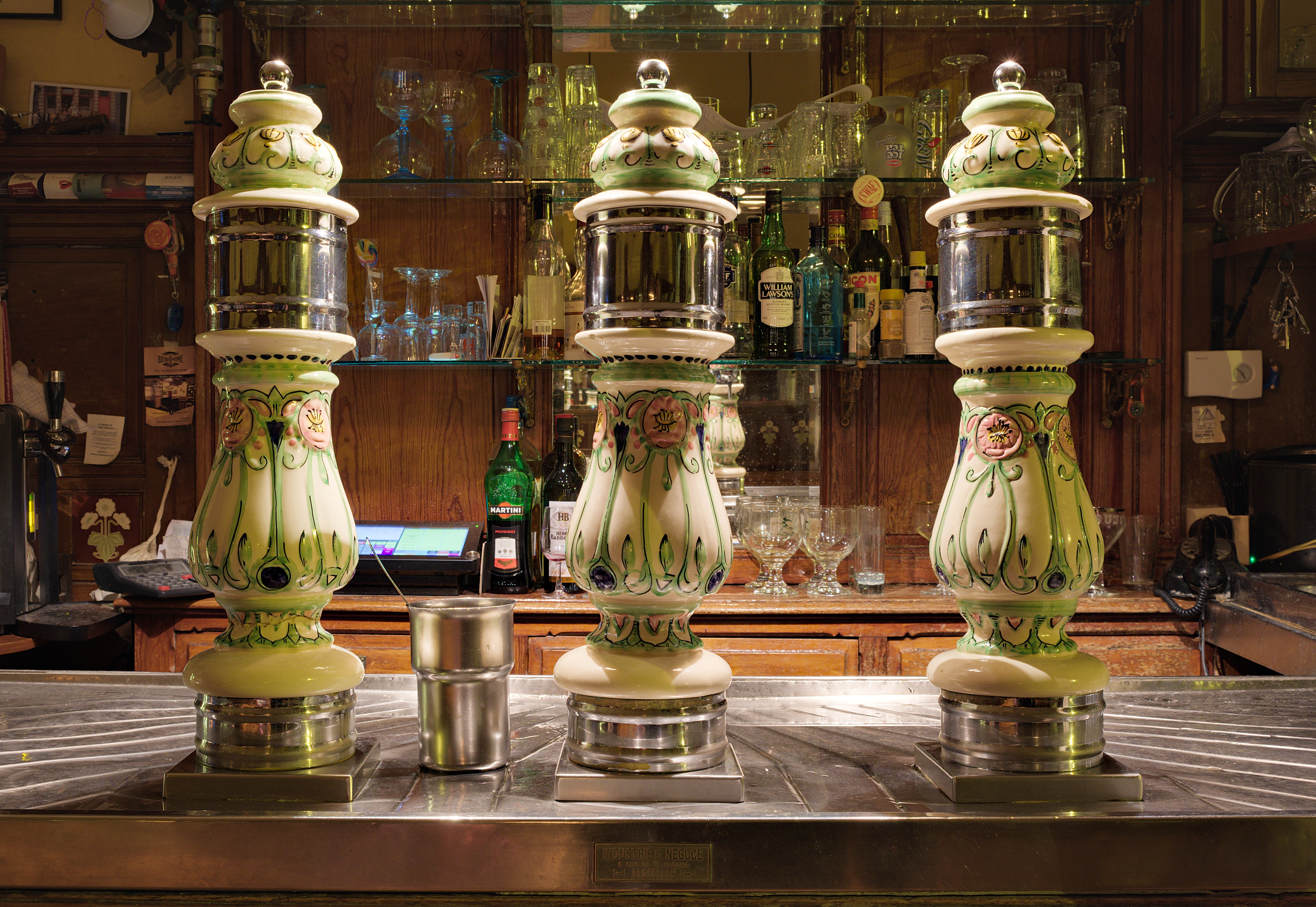
Tireuses à bière en porcelaine à Tournai

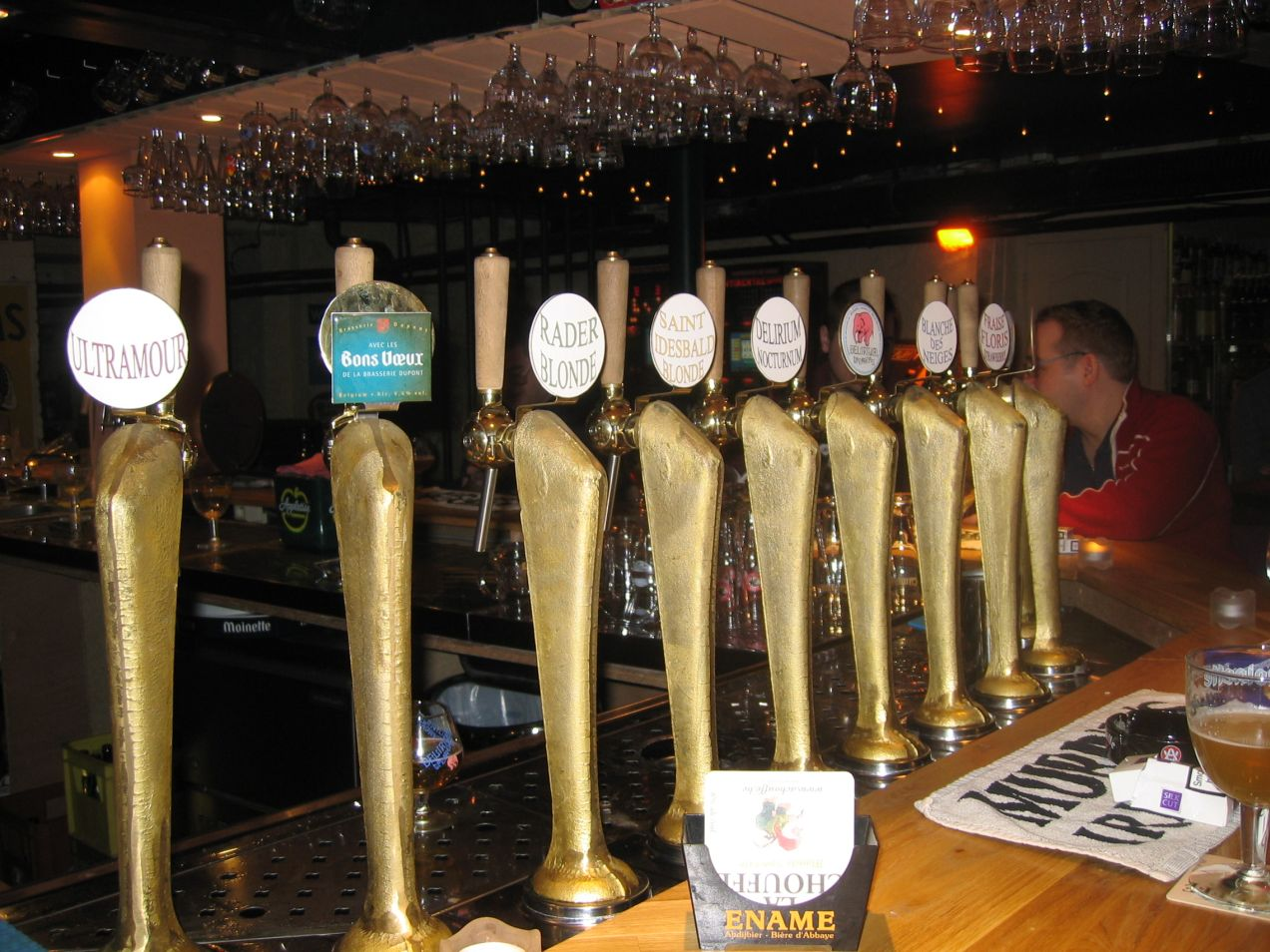
Tireuses à bière dans un bar de Bruxelles.

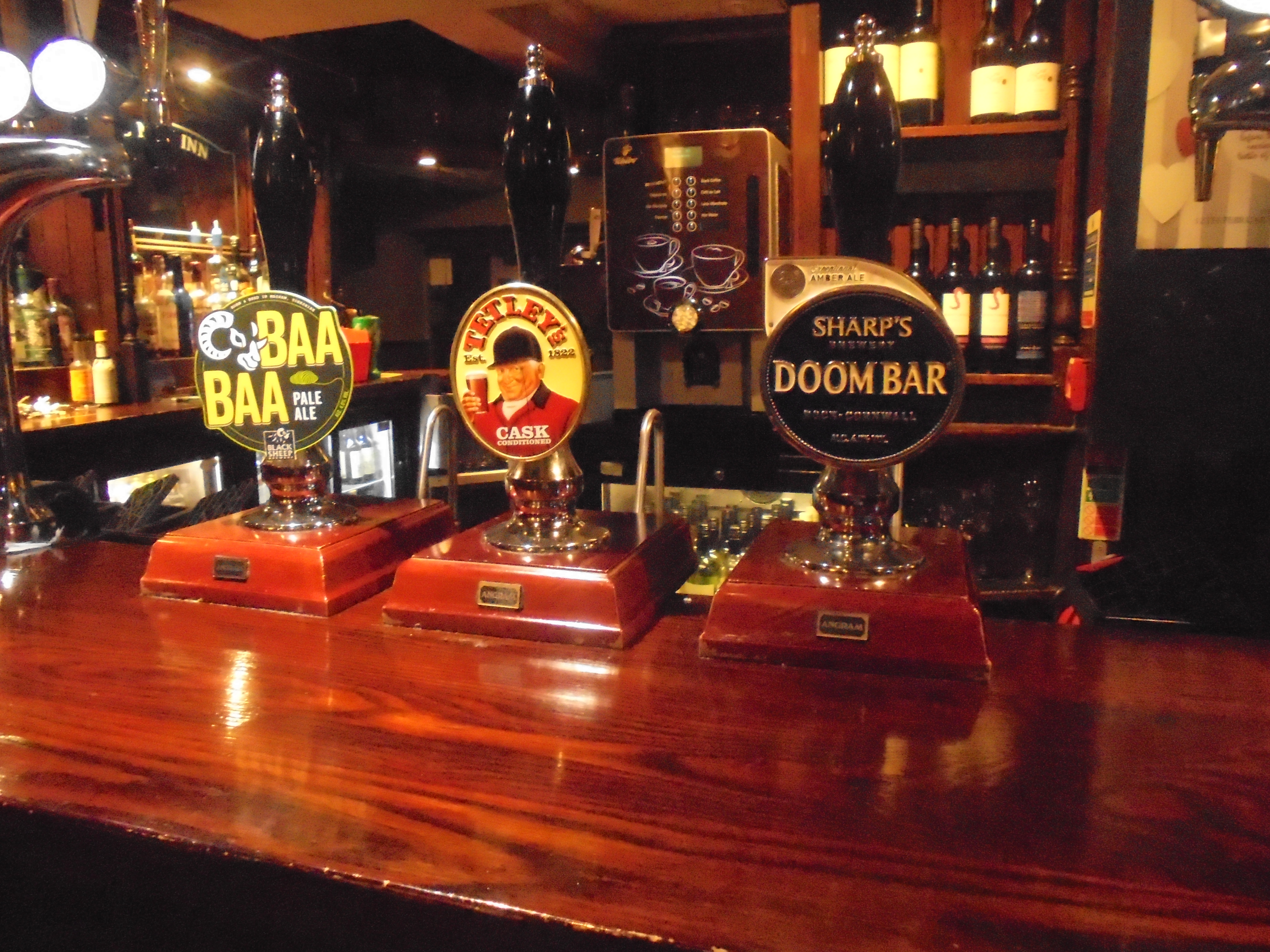
Tireuses à bière dans un bar de Wetherby, Yorkshire de l'Ouest.

Une tireuse à bière, pompe à bière ou fontaine à bière est un dispositif permettant de pomper, à l'origine manuellement, de la bière d'un fût ou d'un conteneur situé sous le comptoir ou dans la cave d'un bar.
Des dispositifs analogues existent pour le commerce du vin de consommation courante les fontaines à vin ou les soda, les fontaine à soda.

## Historique
La bière est la plus ancienne boisson du monde après l'eau, et sa naissance relève sûrement du hasard. Des différents types de bières à la manière de servir chacune d'entre elles, de nombreuses traditions entourent cette boisson vieille de près de 10 000 ans.
C'est pourtant seulement à la fin du XVIIIe siècle, en 1797 que le mécanicien anglais Joseph Bramah inventa cette machine qu'est la pompe (ou tireuse) à bière. Le nom de pompe à bière vient du fait qu'au début, le tavernier devait pomper à la main pour faire sortir la boisson du fût. 
Ce système a été très souvent remplacé par un système de fût sous pression utilisant du dioxyde de carbone ou de l'azote, mais est toujours utilisé pour certains types de bières, notamment au Royaume-Uni, en partie grâce à l'influence de la CAMRA.

## Fonctionnement

### Technique
Historiquement, la tireuse à bière était une pompe à main. Il s'agissait donc d'une manivelle ou d'un levier mécanique qu'il fallait actionner afin de créer une dépression dans le tuyau relié au fût et ainsi  faire monter le breuvage jusqu'au bec de tirage, situé au niveau du bar.
Une version plus récente consiste à ajouter une bonbonne de CO2 (dioxyde de carbone) dans le circuit, afin de mettre le fût sous pression. Lorsqu'on active la tireuse, la bière est envoyée dans le tuyau et jusqu'au comptoir sous l'effet de la pression. Cette méthode possède l'avantage de garder la bière pétillante en forçant le gaz dissous dans la boisson à y rester, grâce à la pression. Pour cela, il est nécessaire de calculer une valeur de pression dépendant de la température de conservation, du taux de saturation de la bière et de la dénivellation entre le fût et la tireuse. Celle-ci est en général égale à 2 bars.
Certains systèmes utilisent également des pompes électriques, à la manière des anciens systèmes, ou bien encore la gravité, en positionnant les fûts au-dessus du bar. Un modèle permet aussi de remplir des verres par le dessous.
Toutes ces tireuses sont souvent couplées avec un système de refroidissement, composé d'un compresseur refroidissant de l'eau dans un circuit fermé, permettant de servir de la bière bien fraîche.
Depuis quelques années on retrouve des tireuses à bière domestiques destinées au grand public. Elles permettent le service et la conservation de petits fûts de 2  à   5 litres pour une utilisation occasionnelle ou quotidienne, selon les modèles.

### Pratique
L'utilisation d'une tireuse à bière requiert une certaine technique afin de préserver la saveur de la boisson. Il faut aussi servir la bière pression dans un verre adapté, préalablement rincé à l'eau claire. En effet, selon son type, la bière ne livrera pas les mêmes arômes ou les mêmes odeurs qu'une autre, et chaque bière diffère des autres par son goût ou son odeur. Pour mettre une bière en valeur, il faudra alors utiliser la bonne forme de verre afin d'amplifier la caractéristique de la bière servie.
La manipulation de la tireuse et le choix du bon verre permettent aussi de créer la mousse qui se formera à la surface du liquide et qui permet de « protéger » la bière de l'air extérieur qui viendrait altérer sa qualité et son goût, mais qui a également des effets agréables en bouche. Il faut ensuite laisser couler un petit filet à côté du verre en actionnant la poignée, puis présenter le verre penché à 45° et le remplir tout en le redressant très progressivement, jusqu'à former une belle collerette de mousse.
La tulipe est un verre réservé aux bières fortes, qui concentre les arômes vers le haut et forme une mousse épaisse. Ce verre est plus spécifique à la Belgique.
La stange (bâton) est utilisée pour les bières fruitées et légères ; elle permet de concentrer les odeurs fines.
Le gobelet est pratique pour la dégustation de bières fortes belges.
Le Weizen Glas s'utilise pour les bières blanches à base de blé, le haut, plus large, laisse place à une belle mousse permettant la diffusion des odeurs d'alcool et des arômes de blé, agrumes ou épices, afin de permettre une dégustation optimale.
La flûte Pilsner est parfaite pour les bières légères ou bières de riz. Elle peut être de forme élancée ou sur pied. Une fois penchée vers la bouche, elle laisse se dégager l'arôme de la bière.
La pinte est un verre qui convient à de nombreux types de bières, la forme varie peu entre les pays.
La chope est un verre de très grande taille, très pratique par fortes chaleurs, car elle permet de conserver la fraîcheur de la bière et est adaptée aux bières allemandes et américaines.
La forme atypique du verre Kwak permettait, à l'époque, d'éviter à la bière des voyageurs de se renverser. Ce verre est adapté à toutes les bières.